# Manuel Monzeglio
Manuel Monzeglio Velázquez (n. Santa Lucía, Uruguay; 25 de septiembre de 2001) es un futbolista profesional, poseedor de doble nacionalidad uruguaya e italiana, que juega como mediocentro ofensivo. Realizó formativas y formó parte del primer equipo del Club Nacional de Football. Tuvo su debut oficial en Primera División el 26 de noviembre de 2021 ante Liverpool Fútbol Club por el Campeonato Uruguayo.
Actualmente es futbolista del Club Oriental de Football de la Segunda División Profesional de Uruguay.

## Carrera

### Inicios
Se inició en el baby fútbol jugando por el club Empalme de Santa Lucía, en el departamento de Canelones. Posteriormente jugó dos años en la sub-15 del Wanderers de Santa Lucía. Su desempeño en este equipo le valió una convocatoria para la Selección de Canelones con la que se consagró campeón del Interior.

### Club Nacional de Football
Jugando por la Selección de Canelones fue visto por captadores del Club Nacional de Football que lo invitaron a probarse en sus categorías formativas. El jugador aceptó y comenzó a formar parte de la generación 2001 compartiendo entrenamientos entre otros con Nicolás Marichal y Santiago Ramírez.
Comenzó en la sub-16 de Nacional, y jugó dos años en Cuarta y en Tercera, llevando en estas dos últimas el brazalete de capitán.
El futbolista de 20 años pudo debutar oficialmente con el entrenador Martín Ligüera en el tramo final del Campeonato Uruguayo 2021, donde disputó dos partidos por el Clausura, ingresando en el cierre del empate 2 a 2 ante Liverpool en Belvedere del 26 de noviembre y en los últimos 16’ de la victoria 4-2 sobre River Plate en el Gran Parque Central por la última fecha.

## Perfil deportivo
El jugador, diestro y de 183 cm de altura, se declara hincha de Nacional y admirador del juego de Juan Román Riquelme y Lionel Messi. Durante sus primeros tiempos en la primera división contó con el  apoyo de compañeros de gran trayectoria como Gonzalo Bergessio, Andrés D’Alessandro y Álvaro “Chino” Recoba.
El jugador se autodefine como enganche, posición en la que se ha desenvuelto habitualmente, salvo en dos o tres encuentros en la Cuarta división dirigida por Tabaré Alonso, donde jugó más cerca del volante central.

## Clubes
| Club                   | País     | Año       | Partidos | Goles |
| ---------------------- | -------- | --------- | -------- | ----- |
| C. Nacional de F.      | Uruguay  | 2021-2023 | 43       | 6     |
| Danubio F. C.          | Uruguay  | 2024      | 15       | 1     |
| PFC Beroe Stara Zagora | Bulgaria | 2024      | 3        | 0     |

## Palmarés

### Títulos nacionales
| Título              | Club              | País    | Año  |
| ------------------- | ----------------- | ------- | ---- |
| Torneo Intermedio   | C. Nacional de F. | Uruguay | 2022 |
| Torneo Clausura     | C. Nacional de F. | Uruguay | 2022 |
| Campeonato Uruguayo | C. Nacional de F. | Uruguay | 2022 |